# Assemblage (informatique)
Pour les articles homonymes, voir Assemblage.
 (décembre 2023).
Si vous disposez d'ouvrages ou d'articles de référence ou si vous connaissez des sites web de qualité traitant du thème abordé ici, merci de compléter l'article en donnant les références utiles à sa vérifiabilité et en les liant à la section « Notes et références ».
En informatique, l’assemblage est une phase de la compilation des logiciels qui consiste à transformer du code assembleur en fichier binaire.
L’assembleur est un programme qui va, pour chaque instruction du code assembleur, écrire le code binaire correspondant à cette action pour un processeur choisi.
L’opération inverse est le désassemblage.
L’appellation « langage d'assemblage » est synonyme de « langage assembleur ».